# الگادانس
الگادانس (به اسپانیایی: Algodonales) یک شهرستان در اسپانیا است که در اندلس واقع شده‌است.

## خصوصیات
الگادانس ۱۳۴٫۱۶ کیلومترمربع مساحت و ۵٬۷۳۴ نفر جمعیت دارد و ۳۷۰ متر بالاتر از سطح دریا واقع شده‌است.